# 아키타 아키스에

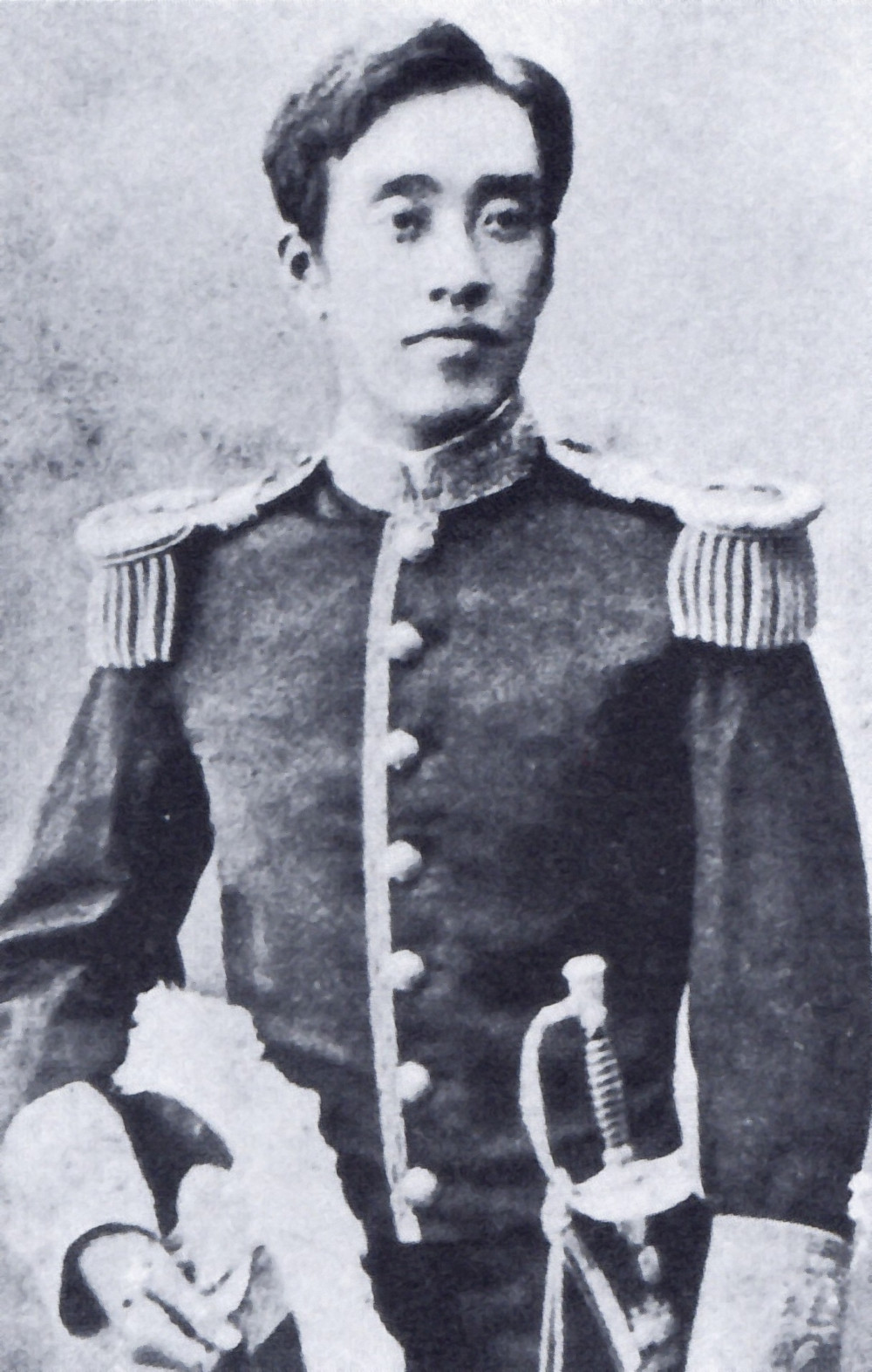
아키타 아키스에

아키타 아키스에(일본어: 秋田映季, 1858년 3월 15일 ~ 1907년 2월 19일)는 일본 에도 시대의 다이묘로, 미하루번의 11대(마지막) 번주이다. 어릴적 이름은 만노스케(万之助)이며, 관위는 종5위하, 시나노노카미이다. 메이지 시대 이후 종3위 자작의 작위를 받았다.
선대 번주 아키타 도모스에의 차남으로 태어났다. 1865년, 아버지가 사망하면서 번주 자리를 계승하였는데,아직 나이가 어려 실제로는 숙부인 아키타 스에하루가 번 정치를 돌보았다. 1868년에 보신 전쟁이 발발하자 소극적인 입장에서 오우에쓰 열번동맹에 가담하여 신정부군과 맞섰지만, 곧 신정부군에 항복하고 니혼마쓰번으로의 길 안내를 맡는 등의 공적을 세워, 전쟁이 끝난 뒤 영지를 인정받고 포상까지 받았다. 1869년, 판적봉환으로 번지사가 되었고, 1871년, 폐번치현으로 면직되었다. 1884년에 자작이 되었다. 1907년, 50세의 나이로 사망하였고, 양자 아키타 시게스에가 가문을 계승하였다.
| 전임 아키타 도모스에 | 제13대 아키타 씨 당주 1865년 ~ 1907년 | 후임 아키타 시게스에 |

| 전임 아키타 도모스에 | 제11대 미하루번 번주 (아키타가) 1865년 ~ 1871년 | 후임 폐번치현 |